# Pulaski County, Indiana
Pulaski County är ett administrativt område i delstaten Indiana, USA, med 13 402 invånare. Den administrativa huvudorten (county seat) är Winamac. Countyt har en total area på 1 126 km², varav 1 124 km² är land och 2 km² är vatten. 

## Angränsande countyn
- Starke County - norr
- Marshall County - nordost
- Fulton County - öst
- Cass County - sydost
- Vita County - söder
- Jasper County - väst